# Paracrias foveatus
Paracrias foveatus är en stekelart som beskrevs av Christer Hansson 2002. Paracrias foveatus ingår i släktet Paracrias och familjen finglanssteklar.
Artens utbredningsområde är Costa Rica. Inga underarter finns listade i Catalogue of Life.